# Hans Taupeman
 (avril 2024).
Hans Taupeman (Hans Moleman en VO) est l'un des personnages fictifs de la série Les Simpson. Il est doublé en version originale par Dan Castellaneta, en version française par Michel Modo (saisons 1 à 19), puis Gérard Rinaldi (saisons 20-22) et Xavier Fagnon depuis 2012.
Monsieur Taupeman est un personnage très malchanceux. Il prétend n'avoir que 31 ans : d’après l'épisode Ne lui jetez pas la première bière, c'est l'alcool qui l'a ravagé. Malgré son apparence de vieil homme, dans Sbartacus, il sort après le couvre-feu pour les moins de 70 ans, on le voit à la maison de retraite. On l'a vu prétendant de Selma Bouvier, qu'il a son permis de conduire, il a été homme de ménage, été l'amant de la grand-mère de Lars Ulrich du groupe Metallica, ceci contribue a renforcer le mystère autour de son âge.
Dans l'épisode Les Experts ami-ami, on le voit embrasser une femme qui lui ressemble et est sa petite amie. D'après Homer, sa tête aurait un goût de cacahuète quand on lui fait une bise. Dans l'épisode où meurt Bleeding Gums Murphy (Gencives Sanglantes), Hans Moleman fait les matinales de Jazz FM. On apprend dans l'épisode Homer aux mains d'argent que Hans Taupeman avait, autrefois, une relation amoureuse avec la dame de la cantine/infirmière de l'école élémentaire de Springfield.
Il a été également maire de Springfield dans les années 70.

## Liste de ses malheurs
- Dans La Springfield connection, on le voit dans une prison, avant d'être conduit à la chaise électrique pour y être tué.
- Dans l'épisode Bart des ténèbres, il prend en feu en regardant le soleil avec ses lunettes en pleine canicule.
- Dans le Simpson Horror Show IV, Otto Bus fonce volontairement dans la voiture de Hans, alors que Bart lui avait dit qu'un gremlin était sur le côté du bus (or la voiture de Hans Taupeman étant une AMC Gremlin). Avant de s'écraser contre un arbre et de prendre feu, il a juste le temps de dire qu'il n'a pas fini de la rembourser ;
- Mr Burns lui perce le cerveau à l'aide d'une perceuse dans l'épisode Une partie Homérique, alors qu'il est sous l'emprise de l'éther. Il le prenait pour un personnage apparemment appétissant d'une publicité, Choco noix de coco. Il voulait faire couler le liquide chocolaté du crane de Hans. On peut entendre Hans dire : « Oh non !... Pas mon cerveau !... ».
- Après s'être fait lobotomiser le cerveau, par un homme engagé par Homer Simpson et Marge Simpson, pendant plusieurs semaines, le confondant avec Bart dans l'épisode où il devient l'héritier de Mr Burns. Il deviendra alors un membre de la famille Simpson, même quand Bart Simpson reviendra dans sa maison avec sa vraie famille, Homer Simpson décidera de garder Hans quand même en raison du goût et de l'apparence de cacahuète qu'a le front du vieil homme.
- Dans l'épisode Burns fait son cinéma, où Springfield organise son festival du film, il réalise un film nommé Un homme frappé par un ballon où on le voit dans son jardin, recevoir un ballon de football dans les « valseuses », comme le dit Homer.
- Homer le renverse dans l'épisode Les parents trinquent.
- Il se fait balancer par la fenêtre dans l'épisode Homer patron de la centrale.
- Lors de l'ouverture sur le port d'une galerie marchande, dans l'épisode À bas la baby-sitter !, Marge remarque qu'un magasin a décoré sa façade avec une Cadillac qui donne l'impression de s'y être écrasée. Quand on voit Hans Taupeman sortir sa tête de la voiture, on se rend compte du réalisme de l'accident!
- Dans Simpson Horror Show XV, des voyous ont fait un nœud avec ses lacets et l'ont suspendu à un fil électrique, et quand Ned Flanders le rattrape, ce dernier voit soudainement comment Taupeman va mourir et, de surprise, le laisse tomber dans une bouche d'égout remplie de crocodiles, ce qui justifiera sa vision.
- Quand Marge veut s'enfuir d'une secte dans l'épisode Un coup de pied aux cultes, elle est poursuivie par une bulle géante qui veut l'asphyxier. Heureusement pour elle, la bulle ira sur Taupeman, qui passait tranquillement par là.
- Après un accident de voiture de Taupeman dans l'épisode Père Noël sans frontières, il se retrouve seul à moitié enterré dans la neige et décide de tirer une fusée de détresse que toute la ville prend pour un cadeau de Noël de la part de Jésus. Taupeman entend ensuite des loups qu'il pense être des chiens de secours.
- Dans La Garderie d'Homer, Taupeman est passé pour mort et est mis en congélation à la morgue.
- Dans La Mère d'Homer, il est enterré vivant au cimetière de Springfield.
- Il trébuche dans des escaliers et tombe la tête la première dans Le Hockey qui tue.
- Dans Bart des ténèbres, lors de la canicule estivale qui frappe Springfield, les réverbérations du soleil dans les lunettes de Hans Taupeman mettent le feu à sa chemise.
- Dans Les Simpson, le film, il est écrasé par la voiture d'Homer alors que ce dernier fonçait vers le Lac Springfield pour y jeter son silo rempli de lisier de cochon. Il portait alors un panneau sur lequel était écrit « You suck! »[4].
- Dans le nouveau générique il se fait écraser par Marge lorsqu'elle passe le carrefour juste avant d'arriver au domicile.
- Dans La Rivale de Lisa, Homer distrait Taupeman afin de s'emparer de la cargaison de sucre dont ce dernier à la charge.
- Homer l'étouffe en le serrant dans ses bras, pour faire diversion pendant que Bart piquait des steaks dans l'épisode Lisa fait son festival.
- Il est écrasé par un morceau venant d'un fast-food ayant explosé dans l'épisode Un pour tous, tous pour Wiggum.
- Dans l'épisode L'Infiltré, Marge, en conduisant la voiture de Homer, rentre dans celle de Hans Taupeman puis l'airbag se déclenche et étouffe Hans Taupeman au point de le tuer.
- Dans le gag du canapé de l'épisode Bart pose un lapin, Hans Taupeman est écrasé par le donut géant du personnage de la pub pour les donuts.
- Dans l'épisode Éolienne et cétacé, on a fait exploser une baleine morte sur une plage et un morceau de la baleine est tombé sur Hans Taupeman.
- Dans l'épisode Les Apprentis Sorciers, un camion transportant des bières Duff et conduit par Hans Taupeman est tombé dans l'eau, Homer a plongé pour sauver les bières mais il n'a pas sauvé Hans Taupeman, ce dernier s'est probablement noyé.
- Dans l'épisode L'Échange, des robots aspirateurs ont mangé Hans Taupeman, il ne reste que les lunettes.
- Dans l'épisode Mémoire effacée, on voit une reproduction taïwanaise d'un hold-up qui ressemblait à un jeu vidéo, on y voit Homer qui était soûl et qui gagnait des points quand il renversait quelque chose en conduisant sa voiture, il a gagné 5 000 points quand il a renversé Hans Taupeman.
- Dans l'épisode Simpson Horror Show XX, Hans Taupeman (quand il était zombie) se fait écraser la tête par le 4x4 de Apu, le cerveau et le dentier de Hans sont sortis de la tête de ce dernier et ses lunettes ont été poussées par le pneu sur le cerveau de Hans et, comme il y avait le dentier en dessous des lunettes, ça donnait l'impression que c'était un visage.
- Dans l'épisode Le Rest'oh social, Hans, quand il utilisait son portable, se fait renverser par une voiture et l'ambulance a emmené le portable de Hans à l'hôpital mais ils ont laissé Hans sur la route.
- Dans l'épisode Bébé Nem, M.Burns renverse Hans, en fait, on ne le voit pas le faire, mais Hans était sur le capot de la voiture de M.Burns.
- Dans l'épisode Simpson Horror Show XVI, une sorcière a transformé tous les habitants de Springfield en leur déguisement, elle a transformé Hans en taupe alors qu'il ne portait pas de déguisement.
- Dans le gag du canapé de l'épisode Le fils à maman, on voit Hans se faire manger par un canapé.
- Dans l'épisode La vengeance est un plat qui se mange trois fois, Bart (quand il interprétait Batman) a envoyé Hans dans les égouts à grand coup de gros maillet.
- Dans l'épisode Le Fils à maman, quand Bart et Marge faisaient du tandem, ils ont éclaboussé Hans en roulant dans une flaque d'eau.
- Dans l'épisode Les Aqua-tics, Homer a poussé Hans et les lunettes de ce dernier sont tombées, il les a remises mais Homer l'a à nouveau poussé, ses lunettes sont à nouveau tombées, mais cette fois, Hans ne les à pas retrouvées.
- Hans a eu une crise cardiaque dans l'épisode Million Dollar Papy.
- Dans l'épisode Un test avant d'essayer, sa famille le débranche sur son lit d'hôpital.
- Dans l'épisode Les Langues du scorpion, un rapace le tien entre ses pattes.
- Dans l'épisode Pour l'amour de Moe, quand Homer est emprisonné, Hans lui apporte un chariot de livres pour qu'il ne s'ennuie pas. Homer prend un livre et frappa sur la tête de Hans et s'enfuit le laissant évanouie sur le sol.
- Patty lui fait lire des lettres pour tester sa vision, il ne réussit jamais.
- Dans l'épisode La Critique du lard, Homer lance un éclair au chocolat dans la casserole de Hans qui fait exploser son stand.
- Dans l'épisode Histoires de clochard, Lisa, en colère que sa troupe mange que du bison, s'enfuit et entend une voix qui l'amène jusqu'à un pommier. En réalité, c'est Hans qui appelle à l'aide parce qu'il se fait aspirer par des sables mouvants.
- Dans Un pour tous, tous pour Wiggum, quand Homer fait exploser le quartier des fast-foods, il lève la tête, espérant recevoir de la pâte à pizza mais reçoit à la place un morceau de mur.
- Dans l'épisode 13 de la saison 26 (Grand Fort), les habitants de Springfield pensent que l'hymne de leur ville a été plagié. Quand ils apprennent qu'il a en réalité été acheté par Taupeman, alors maire de l'époque, ils le lient, lui bandent les yeux et l'installent sur un cheval qu'ils font galoper au loin dans le désert.
- Dans l'épisode Simpson Horror Show XXI, il se fait tuer par le Colonel Ketchup dans un salon avec un coupe-papier.